# Хеннесси, Ричард
Ричард Хеннесси (ирл. Ristéard Ó h-Aonghusa; 1720 — 8 октября 1800) — ирландский военный офицер и бизнесмен, наиболее известный за основание бренда коньяка Hennessy в Шаранте. Он был родом из графства Корк и был сослан во Францию из-за своего якобитства.

## Биография
Ричард Хеннесси родился в 1720 году в семье Джеймса Хеннесси и Кэтрин Барретт в Баллимакмой-хаусе, Киллаваллен, небольшой деревне на реке Блэкуотер в графстве Корк, тогда входившем в состав Королевства Ирландия. Его семья была ирландскими католиками, и Хеннесси вырос, поддерживая якобитизм, что привело его к изгнанию в 1740 году в возрасте девятнадцати лет.
Он отправился во Францию времен Бурбонов, где присоединился к полку Диллона в Ирландской бригаде французской армии, служа офицером на службе у короля Людовика XV. Хеннесси сражался при Фонтенуа в 1745 году. В 1763 году он женился на Эллен Барретт и в 1765 году основал коньячный завод Hennessy в Шаранте.